# Renate Kanovsky-Wintermann
Renate Kanovsky-Wintermann (* 17. März 1957 in Klagenfurt) ist eine ehemalige österreichische Politikerin (FPÖ), HBLA-Lehrerin  und Landesschulinspektorin. Sie war von 1991 bis 1994 Abgeordnete zum Kärntner Landtag, von 2001 bis 2004 Mitglied des österreichischen Bundesrates sowie Stadträtin in Klagenfurt.

## Ausbildung und Beruf
Kanovsky-Wintermann besuchte zwischen 1963 und 1967 eine Volksschule in Klagenfurt und absolvierte danach von 1967 bis 1977 auch das Bundesrealgymnasium in Klagenfurt. Nachdem sie  die Matura abgelegt hatte, studierte sie ab 1977 Rechtswissenschaften an der Karl-Franzens-Universität in Graz und schloss ihr Studium 1983 mit der Promotion zur Doktorin der Rechte (Dr. iur.) ab. Zudem absolvierte sie zahlreiche Weiterbildungskurse im In- und Ausland. Beruflich war Kanovsky-Wintermann von 1983 bis 1984 als Rechtspraktikantin am Landesgericht Klagenfurt beschäftigt, 1986 wurde sie Lehrerin an verschiedenen berufsbildenden höheren Schulen bzw. an einer Höheren Bundeslehranstalt für wirtschaftliche Berufe. Kanovsky-Wintermann war Landesschulinspektorin für wirtschaftliche Berufe am Landesschulrat Kärnten und Stellvertreterin der Vorsitzenden in der Disziplinarkommission für Schulleiter und sonstige Lehrer sowie für Erzieher und ist nun ein Mitglied des Schulaufsichtsteams der Kärntner Bildungsregion West mit dem Amtstitel „Schulqualitätsmanagerin“.

## Politik und Funktionen
Renate Kanovsky-Wintermann rückte in der 26. Legislaturperiode am 25. April 1991 als Abgeordnete in den Kärntner Landtag nach und gehörte dem Landtag in der Folge bis zum Ende der Gesetzgebungsperiode am 19. April 1994 an. Sie wurde 1997 Mitglied des Gemeinderates der Landeshauptstadt Klagenfurt und hatte dort von 1997 bis 2001 das Amt einer Stadträtin inne, wobei sie das Sozialressort führte. 2009 kandidierte sie für die FPÖ erneut bei der Gemeinderatswahl in Klagenfurt, verfehlte jedoch den Einzug in den Gemeinderat. Zudem vertrat sie die FPÖ Kärnten vom 20. Juni 2001 bis zum 30. März 2004 im österreichischen Bundesrat.

## Auszeichnungen
- 2022: Großes Ehrenzeichen für Verdienste um die Republik Österreich[4]